# 洋蔥圈
洋蔥圈(英語：Onion ring)是流行在美國，加拿大，英國，愛爾蘭，澳大利亞，紐西蘭，南非以及亞洲和歐洲的一些地方常見的一種開胃菜或配菜。將洋蔥切成一圈圈，加上些麵糊再炸熟，通常配上番茄醬或蛋黃醬食或其他調味醬。